# Omari Hardwick
Omari Lateef Hardwick (ur. 9 stycznia 1974 w Savannah w stanie Georgia) – amerykański aktor telewizyjny i filmowy, poeta.

## Życiorys

### Wczesne lata
Urodził się jako syn Joyce Hardwick i Clifforda Hardwicka IV, adwokata. Dorastał w Decatur, na przedmieściach Atlanty, gdzie próbował swoich sił w lekkoatletyce. Pisał także regularnie wiersze i uczestniczył w wielu dyscyplinach sportowych. Uczęszczał do Marist School w Atlancie w stanie Georgia, gdzie grał w baseball, koszykówkę i piłkę nożną, która w końcu doprowadziły go do stypendium piłkarskiego na University of Georgia. Mimo że był gwiazdą na boisku, występował w teatrze. Został członkiem bractwa Alpha Phi Alpha. Później udał się do Los Angeles, by realizować swoją pasję aktorską.

### Kariera
Kiedy przybył do Los Angeles, rozpoczął natychmiast pracę. Potem regularnie pojawiał się jako statysta w serialach telewizyjnych, takich jak Przyjaciele (Friends) czy Cory w Białym Domu (Cory In The House).
Występował w telefilmie kryminalnym Spike’a Lee Miasto gangów (Sucker Free City, 2004), komedii Salon piękności (Beauty Shop, 2005) z Queen Latifah, filmie sportowym Phila Joanou Gang z boiska (Gridiron Gang, 2006) i dramacie sensacyjnym Andrew Davisa Patrol (The Guardian, 2006) u boku Kevina Costnera i Ashtona Kutchera. Stał się popularny dzięki roli Johna "Sacka" Hallona w serialu TNT Saved (2006), a potem jako James 'Ghost' St. Patrick w serialu Starz Power (2014-2016).

## Filmografia
| Rok  | Tytuł                                         | Rola                    |
| ---- | --------------------------------------------- | ----------------------- |
| 2002 | Circles                                       | Lameck                  |
| 2004 | Within the Wall (film krótkometrażowy)        | Saul                    |
| 2004 | The Male Groupie                              | Act Shun                |
| 2004 | Miasto gangów (Sucker Free City, TV)          | Dante Ponce             |
| 2005 | Salon piękności (Beauty Shop)                 | Byron                   |
| 2006 | Speechless                                    | Ku James                |
| 2006 | Gang z boiska (Gridiron Gang)                 | Free                    |
| 2006 | Patrol (The Guardian)                         | Carl Billings           |
| 2008 | SIS (TV)                                      |                         |
| 2008 | Cud w wiosce Santa Anna (Miracle at St. Anna) | komandor plutonu Huggs  |
| 2008 | Pogranicze (Linewatch)                        | Drake                   |
| 2009 | Next Day Air                                  | Shavoo                  |
| 2010 | Everyday Black Man                            | Malik                   |
| 2010 | Kick-Ass                                      | Marcus                  |
| 2010 | Drużyna A (The A-Team)                        | Chop Shop J             |
| 2010 | For Colored Girls                             | Carl                    |
| 2011 | I Will Follow                                 | Troy                    |
| 2012 | Sparkle                                       | Levi                    |
| 2012 | Middle of Nowhere                             | Derek                   |
| 2013 | Kings & Beggars (film krótkometrażowy)        | Noah (także scenariusz) |
| 2013 | Lu (film krótkometrażowy)                     | Doktor Harden           |
| 2013 | Things Never Said                             | Curtis Jackson          |
| 2013 | The Last Letter                               | Michael Wright          |
| 2013 | A Christmas Blessing                          | Earl                    |
| 2014 | Reach Me                                      | Dominic                 |
| 2014 | Lap Dance                                     | Dr Don Cook             |
| 2015 | Bolden!                                       | Frankie Duson           |
| 2015 | Chapter & Verse                               | Jomo                    |
| 2016 | Shot Caller                                   |                         |

| Rok       | Tytuł                                      | Rola                      |
| --------- | ------------------------------------------ | ------------------------- |
| 2005      | Jordan w akcji (Crossing Jordan)           | Ronald Pasco              |
| 2006      | Saved                                      | John "Sack" Hallon        |
| 2008      | CSI: Kryminalne zagadki Miami (CSI: Miami) | Eddie Dashell             |
| 2009–2010 | Gra pozorów (Dark Blue)                    | Ty Curtis                 |
| 2009      | Magia kłamstwa (Lie to Me)                 | Benny "B" Davis           |
| 2010      | Chase                                      | Chris Novak               |
| 2012      | Breakout Kings                             | Ronnie Markham            |
| 2013–2014 | Being Mary Jane                            | Andre                     |
| 2014-2016 | Power                                      | James "Ghost" St. Patrick |